# Salvador, Bahia
Salvador (tên đầy đủ, São Salvador da Baía de Todos os Santos) là một thành phố ở bờ biển đông bắc của Brasil, là thủ phủ của bang Bahia. Đây là thủ đô thực dân đầu tiên của Brasil, là một trong những thành phố cổ nhất ở quốc gia này cũng như ở Tân Thế giới; từ lâu thành phố đã được biết đến với tên Bahia, và xuất hiện trên các bản đồ và sách với các tên Salvador da Bahia, Salvador of Bahia để phân biệt nó với các thành phố Brasil có cùng tên khác trước giữa thế kỷ 20. Salvador là thành phố đông dân thứ ba của Brasil, sau São Paulo và Rio de Janeiro, và là thành phố đông dân nhất ở Đông Bắc Brasil. Thành phố nổi tiếng ở Brasil với nghệ thuật ẩm thực, kiến trúc và âm nhạc của mình. Vùng đô thị Salvador là vùng thịnh vượng nhất ở vùng Đông Bắc. Hơn 80% dân số của vùng đô thị Salvador là người có gốc châu Phi da đen và vì vậy ảnh hưởng của văn hóa châu Phi ở thành phố này đã biến nó thành tâm điểm của "văn hóa Negro" ở Brasil. Trung tâm lịch sử của Salvador, thường được gọi là Pelourinho, phong phú các công trình lịch sử từ thế kỷ 17 đến 19 và được UNESCO công nhận là di sản thế giới năm 1985.
Salvador nằm trên một bán đảo có hình dạng gần như tam giác tách vịnh Todos os Santos khỏi biển khơi của Đại Tây Dương. Cảng này được đặt tên theo ngày nó được người châu Âu phát hiện ra (ngày các Thánh) là một hải cảng lớn của khu vực Bahia
Salvador có Sân bay quốc tế Deputado Luís Eduardo Magalhães và trường Đại học Liên bang Bahia.

## Khí hậu
| Dữ liệu khí hậu của Salvador, Bahia (1961–1990) | Dữ liệu khí hậu của Salvador, Bahia (1961–1990) | Dữ liệu khí hậu của Salvador, Bahia (1961–1990) | Dữ liệu khí hậu của Salvador, Bahia (1961–1990) | Dữ liệu khí hậu của Salvador, Bahia (1961–1990) | Dữ liệu khí hậu của Salvador, Bahia (1961–1990) | Dữ liệu khí hậu của Salvador, Bahia (1961–1990) | Dữ liệu khí hậu của Salvador, Bahia (1961–1990) | Dữ liệu khí hậu của Salvador, Bahia (1961–1990) | Dữ liệu khí hậu của Salvador, Bahia (1961–1990) | Dữ liệu khí hậu của Salvador, Bahia (1961–1990) | Dữ liệu khí hậu của Salvador, Bahia (1961–1990) | Dữ liệu khí hậu của Salvador, Bahia (1961–1990) | Dữ liệu khí hậu của Salvador, Bahia (1961–1990) |
| Tháng                                           | 1                                               | 2                                               | 3                                               | 4                                               | 5                                               | 6                                               | 7                                               | 8                                               | 9                                               | 10                                              | 11                                              | 12                                              | Năm                                             |
| ----------------------------------------------- | ----------------------------------------------- | ----------------------------------------------- | ----------------------------------------------- | ----------------------------------------------- | ----------------------------------------------- | ----------------------------------------------- | ----------------------------------------------- | ----------------------------------------------- | ----------------------------------------------- | ----------------------------------------------- | ----------------------------------------------- | ----------------------------------------------- | ----------------------------------------------- |
| Cao kỉ lục °C (°F)                              | 32.8 (91.0)                                     | 33.3 (91.9)                                     | 33.6 (92.5)                                     | 32.8 (91.0)                                     | 31.5 (88.7)                                     | 30.4 (86.7)                                     | 29.6 (85.3)                                     | 31.3 (88.3)                                     | 29.8 (85.6)                                     | 32.2 (90.0)                                     | 32.1 (89.8)                                     | 32.4 (90.3)                                     | 33.6 (92.5)                                     |
| Trung bình ngày tối đa °C (°F)                  | 29.9 (85.8)                                     | 30.0 (86.0)                                     | 30.0 (86.0)                                     | 28.6 (83.5)                                     | 27.7 (81.9)                                     | 26.5 (79.7)                                     | 26.2 (79.2)                                     | 26.4 (79.5)                                     | 27.2 (81.0)                                     | 28.1 (82.6)                                     | 28.9 (84.0)                                     | 29.0 (84.2)                                     | 28.2 (82.8)                                     |
| Trung bình ngày °C (°F)                         | 26.4 (79.5)                                     | 26.5 (79.7)                                     | 26.6 (79.9)                                     | 26.2 (79.2)                                     | 25.2 (77.4)                                     | 24.3 (75.7)                                     | 23.7 (74.7)                                     | 23.6 (74.5)                                     | 24.3 (75.7)                                     | 25.1 (77.2)                                     | 25.5 (77.9)                                     | 25.9 (78.6)                                     | 25.3 (77.5)                                     |
| Tối thiểu trung bình ngày °C (°F)               | 23.6 (74.5)                                     | 23.7 (74.7)                                     | 23.9 (75.0)                                     | 23.7 (74.7)                                     | 22.9 (73.2)                                     | 22.0 (71.6)                                     | 21.4 (70.5)                                     | 21.2 (70.2)                                     | 21.7 (71.1)                                     | 22.5 (72.5)                                     | 22.9 (73.2)                                     | 23.2 (73.8)                                     | 22.7 (72.9)                                     |
| Thấp kỉ lục °C (°F)                             | 20.0 (68.0)                                     | 20.7 (69.3)                                     | 20.8 (69.4)                                     | 20.7 (69.3)                                     | 20.2 (68.4)                                     | 18.7 (65.7)                                     | 19.0 (66.2)                                     | 19.0 (66.2)                                     | 19.5 (67.1)                                     | 20.0 (68.0)                                     | 16.2 (61.2)                                     | 20.0 (68.0)                                     | 16.2 (61.2)                                     |
| Lượng Giáng thủy trung bình mm (inches)         | 136.0 (5.35)                                    | 142.0 (5.59)                                    | 151.6 (5.97)                                    | 309.7 (12.19)                                   | 359.9 (14.17)                                   | 243.7 (9.59)                                    | 175.0 (6.89)                                    | 127.4 (5.02)                                    | 102.0 (4.02)                                    | 114.9 (4.52)                                    | 137.1 (5.40)                                    | 142.8 (5.62)                                    | 2.144 (84.41)                                   |
| Số ngày giáng thủy trung bình (≥ 1.0 mm)        | 10                                              | 13                                              | 16                                              | 17                                              | 20                                              | 19                                              | 20                                              | 15                                              | 12                                              | 10                                              | 11                                              | 10                                              | 173                                             |
| Độ ẩm tương đối trung bình (%)                  | 79.4                                            | 79.0                                            | 79.8                                            | 82.2                                            | 83.1                                            | 82.3                                            | 81.5                                            | 80.0                                            | 79.6                                            | 80.7                                            | 81.5                                            | 81.1                                            | 80.9                                            |
| Số giờ nắng trung bình tháng                    | 245.6                                           | 226.4                                           | 231.1                                           | 189.7                                           | 174.3                                           | 167.2                                           | 181.2                                           | 202.6                                           | 211.4                                           | 228.0                                           | 213.6                                           | 224.7                                           | 2.495,8                                         |
| Nguồn: INMET                                    |                                                 |                                                 |                                                 |                                                 |                                                 |                                                 |                                                 |                                                 |                                                 |                                                 |                                                 |                                                 |                                                 |